# (6754) Burdenko
(6754) Burdenko est un astéroïde de la ceinture principale.

## Description
(6754) Burdenko est un astéroïde de la ceinture principale. Il fut découvert le 28 octobre 1976 à Naoutchnyï par Lioudmila Jouravliova. Il présente une orbite caractérisée par un demi-grand axe de 2,44 UA, une excentricité de 0,18 et une inclinaison de 2,5° par rapport à l'écliptique.

## Compléments